# Liste der bedeutendsten Schachturniere (1901–1949)
Dies ist eine Teilliste der Liste der bedeutendsten Schachturniere, die den Zeitraum 1901 bis 1949 umfasst.

## Liste
| Jahr      | Ort                                          | Sieger                                                                                                   | 2. Platz                                                              | 3. Platz |
| --------- | -------------------------------------------- | --- | --------------------------------------------------------------------- | --- |
| 1901      | Monte Carlo                                  | Dawid Janowski (Frankreich)                                                                              | Carl Schlechter (Österreich-Ungarn)                                   | Theodor von Scheve (Deutschland), Michail Tschigorin (Russland)                                                           |
| 1902      | Monte Carlo                                  | Géza Maróczy (Österreich-Ungarn)                                                                         | Harry Nelson Pillsbury (USA)                                          | Dawid Janowski (Frankreich)                                                                                               |
|           | Hannover                                     | Dawid Janowski (Frankreich)                                                                              | Harry Nelson Pillsbury (USA), Henry Ernest Atkins (England)           | |
| 1903      | Monte Carlo                                  | Siegbert Tarrasch (Deutschland)                                                                          | Géza Maróczy (Österreich-Ungarn)                                      | Harry Nelson Pillsbury (USA)                                                                                              |
|           | Wien                                         | Michail Tschigorin (Russland)                                                                            | Frank James Marshall (USA)                                            | Georg Marco (Österreich-Ungarn)                                                                                           |
| 1904      | Cambridge Springs                            | Frank James Marshall (USA)                                                                               | Dawid Janowski (Frankreich), Emanuel Lasker (Deutschland)             | |
|           | Monte Carlo                                  | Géza Maróczy (Österreich-Ungarn)                                                                         | Carl Schlechter (Österreich-Ungarn)                                   | Frank James Marshall (USA)                                                                                                |
|           | Coburg                                       | Curt von Bardeleben (Deutschland), Carl Schlechter (Österreich-Ungarn), Rudolf Swiderski (Deutschland)   |                                                                       | |
| 1905      | Ostende                                      | Géza Maróczy (Österreich-Ungarn)                                                                         | Dawid Janowski (Frankreich), Siegbert Tarrasch (Deutschland)          | |
|           | Barmen                                       | Dawid Janowski (Frankreich), Géza Maróczy (Österreich-Ungarn)                                            |                                                                       | Frank James Marshall (USA)                                                                                                |
| 1906      | Ostende                                      | Carl Schlechter (Österreich-Ungarn)                                                                      | Géza Maróczy (Österreich-Ungarn)                                      | Akiba Rubinstein (Polen)                                                                                                  |
|           | Nürnberg                                     | Frank James Marshall (USA)                                                                               | Oldřich Duras (Österreich-Ungarn)                                     | Leó Forgács (Österreich-Ungarn), Carl Schlechter (Österreich-Ungarn)                                                      |
|           | Stockholm                                    | Ossip Bernstein (Ukraine), Carl Schlechter (Österreich-Ungarn)                                           |                                                                       | Jacques Mieses (Deutschland)                                                                                              |
| 1907      | Karlsbad                                     | Akiba Rubinstein (Polen)                                                                                 | Géza Maróczy (Österreich-Ungarn)                                      | Paul Saladin Leonhardt (Deutschland)                                                                                      |
|           | Ostende A                                    | Siegbert Tarrasch (Deutschland)                                                                          | Carl Schlechter (Österreich-Ungarn)                                   | Frank James Marshall (USA), Dawid Janowski (Frankreich)                                                                   |
|           | Ostende B                                    | Ossip Bernstein (Ukraine), Akiba Rubinstein (Polen)                                                      |                                                                       | Jacques Mieses (Deutschland), Aaron Nimzowitsch (Lettland)                                                                |
|           | Kopenhagen                                   | Paul Saladin Leonhardt (Deutschland)                                                                     | Géza Maróczy (Österreich-Ungarn), Carl Schlechter (Österreich-Ungarn) | |
|           | Wien                                         | Jacques Mieses (Deutschland)                                                                             | Oldřich Duras (Österreich-Ungarn)                                     | Savielly Tartakower (Österreich-Ungarn), Milan Vidmar (Österreich-Ungarn), Géza Maróczy (Österreich-Ungarn)               |
| 1908      | Wien                                         | Oldřich Duras (Österreich-Ungarn), Géza Maróczy (Österreich-Ungarn), Carl Schlechter (Österreich-Ungarn) |                                                                       | |
|           | Prag                                         | Oldřich Duras (Österreich-Ungarn), Carl Schlechter (Österreich-Ungarn)                                   |                                                                       | Akiba Rubinstein (Polen)                                                                                                  |
|           | Düsseldorf                                   | Frank James Marshall (USA)                                                                               | Georg Salwe (Polen)                                                   | Rudolf Spielmann (Österreich-Ungarn)                                                                                      |
| 1909      | Sankt Petersburg                             | Emanuel Lasker (Deutschland), Akiba Rubinstein (Polen)                                                   |                                                                       | Oldřich Duras (Österreich-Ungarn), Rudolf Spielmann (Österreich-Ungarn)                                                   |
|           | Göteborg                                     | Milan Vidmar (Österreich-Ungarn)                                                                         | Paul Saladin Leonhardt (Deutschland)                                  | Oldřich Duras (Österreich-Ungarn)                                                                                         |
|           | Stockholm                                    | Rudolf Spielmann (Österreich-Ungarn)                                                                     | Paul Saladin Leonhardt (Deutschland)                                  | Erich Cohn (Deutschland)                                                                                                  |
| 1910      | Hamburg                                      | Carl Schlechter (Österreich-Ungarn)                                                                      | Oldřich Duras (Österreich-Ungarn)                                     | Aaron Nimzowitsch (Lettland)                                                                                              |
| 1911      | San Sebastián                                | José Raúl Capablanca (Kuba)                                                                              | Akiba Rubinstein (Polen), Milan Vidmar (Österreich-Ungarn)            | |
|           | Karlsbad                                     | Richard Teichmann (Deutschland)                                                                          | Carl Schlechter (Österreich-Ungarn), Akiba Rubinstein (Polen)         | |
| 1912      | San Sebastián                                | Akiba Rubinstein (Polen)                                                                                 | Aaron Nimzowitsch (Lettland), Rudolf Spielmann (Österreich-Ungarn)    | |
|           | Breslau                                      | Oldřich Duras (Österreich-Ungarn), Akiba Rubinstein (Polen)                                              |                                                                       | Richard Teichmann (Deutschland)                                                                                           |
|           | Pistyan                                      | Akiba Rubinstein (Polen)                                                                                 | Rudolf Spielmann (Österreich-Ungarn)                                  | Frank James Marshall (USA)                                                                                                |
|           | Vilnius                                      | Akiba Rubinstein (Polen)                                                                                 | Ossip Bernstein (Ukraine)                                             | Stepan Lewizki (Russland)                                                                                                 |
|           | Stockholm                                    | Alexander Aljechin (Russland)                                                                            | Erich Cohn (Deutschland)                                              | Georg Marco (Österreich-Ungarn)                                                                                           |
| 1913      | Havanna                                      | Frank James Marshall (USA)                                                                               | José Raúl Capablanca (Kuba)                                           | Dawid Janowski (Frankreich)                                                                                               |
|           | New York                                     | José Raúl Capablanca (Kuba)                                                                              | Frank James Marshall (USA)                                            | Charles Jaffé (USA) |
| 1913/1914 | Sankt Petersburg                             | Alexander Aljechin (Russland), Aaron Nimzowitsch (Lettland)                                              |                                                                       | Alexander Flamberg (Polen)                                                                                                |
| 1914      | Sankt Petersburg (April/Mai)                 | Emanuel Lasker (Deutschland)                                                                             | José Raúl Capablanca (Kuba)                                           | Alexander Aljechin (Russland)                                                                                             |
|           | Mannheim                                     | Alexander Aljechin (Russland)                                                                            | Milan Vidmar (Österreich-Ungarn)                                      | Rudolf Spielmann (Österreich-Ungarn)                                                                                      |
|           | Baden-Baden                                  | Alexander Flamberg (Polen)                                                                               | Efim Bogoljubow (Ukraine)                                             | Ilja Rabinowitsch (Russland)                                                                                              |
| 1914/1915 | Triberg                                      | Efim Bogoljubow (Ukraine)                                                                                | Ilja Rabinowitsch (Russland)                                          | Pjotr Romanowski (Russland)                                                                                               |
| 1915      | New York City                                | José Raúl Capablanca (Kuba)                                                                              | Frank James Marshall (USA)                                            | Oscar Chajes (USA), Abraham Kupchik (USA)                                                                                 |
| 1916      | New York City                                | José Raúl Capablanca (Kuba)                                                                              | Dawid Janowski (Frankreich),                                          | Oscar Chajes (USA) |
| 1917/1918 | Wien                                         | Milan Vidmar (Österreich-Ungarn)                                                                         | Savielly Tartakower (Österreich-Ungarn)                               | Carl Schlechter (Österreich-Ungarn)                                                                                       |
| 1918      | Berlin                                       | Milan Vidmar (Österreich-Ungarn/Slowenien)                                                               | Carl Schlechter (Österreich-Ungarn)                                   | Jacques Mieses (Deutschland)                                                                                              |
|           | Kaschau                                      | Richard Réti (Österreich-Ungarn/Tschechoslowakei)                                                        | Milan Vidmar (Österreich-Ungarn/Slowenien)                            | Gyula Breyer (Österreich-Ungarn/Ungarn), Carl Schlechter (Österreich-Ungarn/Österreich)                                   |
|           | Berlin                                       | Emanuel Lasker (Deutschland)                                                                             | Akiba Rubinstein (Polen)                                              | Carl Schlechter (Österreich-Ungarn)                                                                                       |
|           | New York City                                | José Raúl Capablanca (Kuba)                                                                              | Boris Kostić (Österreich-Ungarn/Serbien)                              | Frank James Marshall (USA)                                                                                                |
| 1919      | Hastings                                     | José Raúl Capablanca (Kuba)                                                                              | Boris Kostić (Serbien)                                                | George Alan Thomas (England), Frederick Yates (England)                                                                   |
|           | Stockholm                                    | Rudolf Spielmann (Österreich)                                                                            | Akiba Rubinstein (Polen)                                              | Efim Bogoljubow (Ukraine)                                                                                                 |
| 1920      | Göteborg                                     | Richard Réti (Tschechoslowakei)                                                                          | Akiba Rubinstein (Polen)                                              | Efim Bogoljubow (Ukraine)                                                                                                 |
|           | Berlin                                       | Gyula Breyer (Ungarn)                                                                                    | Efim Bogoljubow (Ukraine), Savielly Tartakower (Polen)                | |
| 1921      | Budapest                                     | Alexander Aljechin (Frankreich)                                                                          | Ernst Grünfeld (Österreich)                                           | Boris Kostić (Jugoslawien), Savielly Tartakower (Polen)                                                                   |
|           | Den Haag                                     | Alexander Aljechin (Frankreich)                                                                          | Savielly Tartakower (Polen)                                           | Akiba Rubinstein (Polen)                                                                                                  |
| 1922      | Piešťany                                     | Efim Bogoljubow (Ukraine)                                                                                | Alexander Aljechin (Frankreich), Rudolf Spielmann (Österreich)        | |
|           | London                                       | José Raúl Capablanca (Kuba)                                                                              | Alexander Aljechin (Frankreich)                                       | Milan Vidmar (Jugoslawien)                                                                                                |
|           | Hastings                                     | Alexander Aljechin (Frankreich)                                                                          | Akiba Rubinstein (Polen)                                              | George Alan Thomas (England), Efim Bogoljubow (Ukraine)                                                                   |
|           | Teplitz-Schönau                              | Richard Réti (Tschechoslowakei), Rudolf Spielmann (Österreich)                                           |                                                                       | Ernst Grünfeld (Österreich), Savielly Tartakower (Polen)                                                                  |
|           | Wien                                         | Akiba Rubinstein (Polen)                                                                                 | Savielly Tartakower (Polen)                                           | Heinrich Wolf (Tschechoslowakei)                                                                                          |
| 1923      | Karlsbad                                     | Alexander Aljechin (Frankreich), Efim Bogoljubow (Ukraine), Géza Maróczy (Ungarn)                        |                                                                       | |
|           | Mährisch-Ostrau                              | Emanuel Lasker (Deutschland)                                                                             | Richard Réti (Tschechoslowakei)                                       | Ernst Grünfeld (Österreich)                                                                                               |
| 1924      | New York City (März/April)                   | Emanuel Lasker (Deutschland)                                                                             | José Raúl Capablanca (Kuba)                                           | Alexander Aljechin (Frankreich)                                                                                           |
|           | Meran                                        | Ernst Grünfeld (Österreich)                                                                              | Rudolf Spielmann (Österreich)                                         | Akiba Rubinstein (Polen), Dawid Przepiórka (Polen), Alexei Selesnjow (Russland/Frankreich)                                |
| 1925      | Baden-Baden                                  | Alexander Aljechin (Frankreich)                                                                          | Akiba Rubinstein (Polen)                                              | Friedrich Sämisch (Deutschland)                                                                                           |
|           | Breslau                                      | Efim Bogoljubow (Ukraine)                                                                                | Aaron Nimzowitsch (Dänemark)                                          | Akiba Rubinstein (Polen), Heinrich Wagner (Deutschland)                                                                   |
|           | Marienbad                                    | Akiba Rubinstein (Polen), Aaron Nimzowitsch (Dänemark)                                                   |                                                                       | Frank James Marshall (USA), Carlos Torre (Mexiko)                                                                         |
|           | Moskau                                       | Efim Bogoljubow (Ukraine)                                                                                | Emanuel Lasker (Deutschland)                                          | José Raúl Capablanca (Kuba)                                                                                               |
| 1926      | Dresden                                      | Aaron Nimzowitsch (Dänemark)                                                                             | Alexander Aljechin (Frankreich)                                       | Akiba Rubinstein (Polen)                                                                                                  |
|           | Semmering                                    | Rudolf Spielmann (Österreich)                                                                            | Alexander Aljechin (Frankreich)                                       | Milan Vidmar (Jugoslawien)                                                                                                |
| 1927      | New York City                                | José Raúl Capablanca (Kuba)                                                                              | Alexander Aljechin (Frankreich)                                       | Aaron Nimzowitsch (Dänemark)                                                                                              |
|           | Kecskemét                                    | Alexander Aljechin (Frankreich)                                                                          | Aaron Nimzowitsch (Dänemark), Lajos Steiner (Ungarn)                  | |
|           | London                                       | Aaron Nimzowitsch (Dänemark), Savielly Tartakower (Polen)                                                |                                                                       | Frank James Marshall (USA)                                                                                                |
| 1928      | Bad Kissingen                                | Efim Bogoljubow (Deutschland)                                                                            | José Raúl Capablanca (Kuba)                                           | Max Euwe (Niederlande), Akiba Rubinstein (Polen)                                                                          |
|           | Berlin                                       | José Raúl Capablanca (Kuba)                                                                              | Aaron Nimzowitsch (Dänemark), Rudolf Spielmann (Österreich)           | |
| 1929      | Budapest                                     | José Raúl Capablanca (Kuba)                                                                              | Akiba Rubinstein (Polen)                                              | Savielly Tartakower (Polen)                                                                                               |
|           | Karlsbad                                     | Aaron Nimzowitsch (Dänemark)                                                                             | José Raúl Capablanca (Kuba), Rudolf Spielmann (Österreich)            | |
|           | Rohitsch-Sauerbrunn                          | Akiba Rubinstein (Polen)                                                                                 | Salo Flohr (Tschechoslowakei)                                         | Géza Maróczy (Ungarn), Vasja Pirc (Jugoslawien), Sándor Takács (Ungarn)                                                   |
| 1929/1930 | Hastings                                     | José Raúl Capablanca (Kuba)                                                                              | Milan Vidmar (Jugoslawien)                                            | Frederick Dewhurst Yates (England)                                                                                        |
| 1930      | San Remo                                     | Alexander Aljechin (Frankreich)                                                                          | Aaron Nimzowitsch (Dänemark)                                          | Akiba Rubinstein (Polen)                                                                                                  |
| 1930/1931 | Hastings                                     | Max Euwe (Niederlande)                                                                                   | José Raúl Capablanca (Kuba)                                           | Mir Sultan Khan (England)                                                                                                 |
| 1931      | Bled                                         | Alexander Aljechin (Frankreich)                                                                          | Efim Bogoljubow (Deutschland)                                         | Aaron Nimzowitsch (Dänemark)                                                                                              |
|           | Rotterdam                                    | Salo Landau (Niederlande)                                                                                | Edgard Colle (Belgien)                                                | Savielly Tartakower (Polen)                                                                                               |
| 1931/1932 | Hastings                                     | Salo Flohr (Tschechoslowakei)                                                                            | Isaac Kashdan (USA)                                                   | Max Euwe (Niederlande) |
| 1932      | Sliač                                        | Salo Flohr (Tschechoslowakei), Milan Vidmar (Jugoslawien)                                                |                                                                       | Vasja Pirc (Jugoslawien)                                                                                                  |
|           | London                                       | Alexander Aljechin (Frankreich)                                                                          | Salo Flohr (Tschechoslowakei)                                         | Isaac Kashdan (USA), Mir Sultan Khan (England)                                                                            |
|           | Bern                                         | Alexander Aljechin (Frankreich)                                                                          | Max Euwe (Niederlande), Salo Flohr (Tschechoslowakei)                 | |
|           | Pasadena                                     | Alexander Aljechin (Frankreich)                                                                          | Isaac Kashdan (USA)                                                   | Arthur Dake (USA), Samuel Reshevsky (USA)                                                                                 |
| 1932/1933 | Hastings                                     | Salo Flohr (Tschechoslowakei)                                                                            | Vasja Pirc (Jugoslawien)                                              | Lajos Steiner (Ungarn), Mir Sultan Khan (England)                                                                         |
| 1933/1934 | Hastings                                     | Salo Flohr (Tschechoslowakei)                                                                            | Alexander Aljechin (Frankreich)                                       | Andor Lilienthal (Ungarn)                                                                                                 |
| 1934      | Budapest                                     | Andor Lilienthal (Ungarn)                                                                                | Vasja Pirc (Jugoslawien)                                              | Salo Flohr (Tschechoslowakei), Paulino Frydman (Polen)                                                                    |
|           | Leningrad                                    | Michail Botwinnik (UdSSR)                                                                                | Pjotr Romanowski (UdSSR), Nikolai Rjumin (UdSSR)                      | |
|           | Zürich                                       | Alexander Aljechin (Frankreich)                                                                          | Max Euwe (Niederlande), Salo Flohr (Tschechoslowakei)                 | |
| 1934/1935 | Hastings                                     | Max Euwe (Niederlande), Salo Flohr (Tschechoslowakei), George Alan Thomas (England)                      |                                                                       | |
| 1935      | Margate                                      | Samuel Reshevsky (USA)                                                                                   | José Raúl Capablanca (Kuba)                                           | George Alan Thomas (England)                                                                                              |
|           | Moskau                                       | Michail Botwinnik (UdSSR), Salo Flohr (Tschechoslowakei)                                                 |                                                                       | Emanuel Lasker (Deutschland)                                                                                              |
| 1935/1936 | Hastings                                     | Reuben Fine (USA)                                                                                        | Salo Flohr (Tschechoslowakei)                                         | Savielly Tartakower (Polen)                                                                                               |
| 1936      | Margate                                      | Salo Flohr (Tschechoslowakei)                                                                            | José Raúl Capablanca (Kuba)                                           | Gideon Ståhlberg (Schweden)                                                                                               |
|           | Moskau                                       | José Raúl Capablanca (Kuba)                                                                              | Michail Botwinnik (UdSSR)                                             | Salo Flohr (Tschechoslowakei)                                                                                             |
|           | Bad Nauheim                                  | Alexander Aljechin (Frankreich), Paul Keres (Estland)                                                    |                                                                       | Carl Ahues (Deutschland)                                                                                                  |
|           | Nottingham (10. bis 28. August)              | José Raúl Capablanca (Kuba), Michail Botwinnik (UdSSR)                                                   |                                                                       | Reuben Fine (USA), Samuel Reshevsky (USA), Max Euwe (Niederlande)                                                         |
|           | Zandvoort                                    | Reuben Fine (USA)                                                                                        | Max Euwe (Niederlande)                                                | Paul Keres (Estland), Savielly Tartakower (Polen)                                                                         |
|           | Amsterdam                                    | Reuben Fine (USA), Max Euwe (Niederlande)                                                                |                                                                       | Alexander Aljechin (Frankreich)                                                                                           |
|           | Poděbrady                                    | Salo Flohr (Tschechoslowakei)                                                                            | Alexander Aljechin (Frankreich)                                       | Jan Foltys (Tschechoslowakei)                                                                                             |
| 1936/1937 | Hastings                                     | Alexander Aljechin (Frankreich)                                                                          | Reuben Fine (USA)                                                     | Erich Eliskases (Österreich)                                                                                              |
| 1937      | Margate                                      | Reuben Fine (USA), Paul Keres (Estland)                                                                  |                                                                       | Alexander Aljechin (Frankreich)                                                                                           |
|           | Ķemeri                                       | Samuel Reshevsky (USA), Vladimirs Petrovs (Lettland), Salo Flohr (Tschechoslowakei)                      |                                                                       | |
|           | Bad Nauheim/Stuttgart/Garmisch               | Max Euwe (Niederlande)                                                                                   | Efim Bogoljubow (Deutschland), Alexander Aljechin (Frankreich)        | |
|           | Semmering/Baden bei Wien                     | Paul Keres (Estland)                                                                                     | Reuben Fine (USA)                                                     | José Raúl Capablanca (Kuba)                                                                                               |
| 1937/1938 | Hastings                                     | Samuel Reshevsky (USA)                                                                                   | Paul Keres (Estland), Conel Hugh O’Donel Alexander (Irland)           | |
| 1938      | Noordwijk                                    | Erich Eliskases (Deutsches Reich)                                                                        | Paul Keres (Estland)                                                  | Vasja Pirc (Jugoslawien)                                                                                                  |
|           | Niederlande (AVRO-Turnier)                   | Paul Keres (Estland), Reuben Fine (USA)                                                                  |                                                                       | Michail Botwinnik (UdSSR)                                                                                                 |
|           | Margate                                      | Alexander Aljechin (Frankreich)                                                                          | Rudolf Spielmann (Österreich)                                         | Vladimirs Petrovs (Lettland)                                                                                              |
|           | Lodsch                                       | Vasja Pirc (Jugoslawien)                                                                                 | Savielly Tartakower (Polen)                                           | Vladimirs Petrovs (Lettland), Erich Eliskases (Deutsches Reich), Gideon Ståhlberg (Schweden)                              |
| 1938/1939 | Hastings                                     | László Szabó (Ungarn)                                                                                    | Max Euwe (Niederlande)                                                | Salo Landau (Niederlande), Vasja Pirc (Jugoslawien)                                                                       |
| 1939      | Leningrad/Moskau                             | Salo Flohr (Tschechoslowakei)                                                                            | Samuel Reshevsky (USA)                                                | Andor Lilienthal (Ungarn), Wladimir Makogonow (UdSSR), Grigori Löwenfisch (UdSSR), Wjatscheslaw Ragosin (UdSSR)           |
|           | Margate                                      | Paul Keres (Estland)                                                                                     | José Raúl Capablanca (Kuba), Salo Flohr (Tschechoslowakei/UdSSR)      | |
|           | Ķemeri / Riga                                | Salo Flohr (Tschechoslowakei/UdSSR)                                                                      | Gideon Ståhlberg (Schweden), László Szabó (Ungarn)                    | |
|           | Stuttgart                                    | Efim Bogoljubow (Deutschland)                                                                            | Kurt Richter (Deutschland)                                            | Erich Eliskases (Deutsches Reich), Ludwig Engels (Deutschland), Georg Kieninger (Deutschland), Milan Vidmar (Jugoslawien) |
|           | Buenos Aires                                 | Miguel Najdorf (Polen), Paul Keres (Estland)                                                             |                                                                       | Gideon Ståhlberg (Schweden), Moshe Czerniak (Palästina)                                                                   |
|           | Rosario                                      | Vladimirs Petrovs (Lettland)                                                                             | Erich Eliskases (Deutsches Reich)                                     | Vladas Mikėnas (Litauen)                                                                                                  |
| 1940      | New York City                                | Samuel Reshevsky (USA)                                                                                   | Reuben Fine (USA)                                                     | Isaac Kashdan (USA) |
|           | Moskau                                       | Andor Lilienthal (UdSSR), Igor Bondarewski (UdSSR)                                                       |                                                                       | Wassili Smyslow (UdSSR)                                                                                                   |
|           | Budapest                                     | Max Euwe (Niederlande)                                                                                   | Milan Vidmar (Jugoslawien)                                            | Gedeon Barcza (Ungarn) |
|           | Krakau/Krynica/Warschau                      | Efim Bogoljubow (Deutschland), Anton Kohler (Deutschland)                                                |                                                                       | Kurt Richter (Deutschland)                                                                                                |
| 1941      | Moskau/Leningrad                             | Michail Botwinnik (UdSSR)                                                                                | Paul Keres (UdSSR)                                                    | Wassili Smyslow (UdSSR)                                                                                                   |
|           | Mar del Plata                                | Gideon Ståhlberg (Schweden)                                                                              | Miguel Najdorf (Polen/Argentinien)                                    | Erich Eliskases (Deutsches Reich/Argentinien)                                                                             |
|           | Buenos Aires                                 | Gideon Ståhlberg (Schweden), Miguel Najdorf (Polen/Argentinien)                                          |                                                                       | Paulino Frydman (Polen/Argentinien)                                                                                       |
|           | São Paulo                                    | Erich Eliskases (Deutsches Reich/Argentinien), Carlos Guimard (Argentinien)                              |                                                                       | Ludwig Engels (Deutschland/Brasilien), Paulino Frydman (Polen/Argentinien)                                                |
|           | München                                      | Gösta Stoltz (Schweden)                                                                                  | Alexander Aljechin (Frankreich), Erik Lundin (Schweden)               | |
|           | Krakau/Warschau                              | Alexander Aljechin (Frankreich), Paul Felix Schmidt (Deutschland)                                        |                                                                       | Efim Bogoljubow (Deutschland)                                                                                             |
| 1942      | Mar del Plata                                | Miguel Najdorf (Polen/Argentinien)                                                                       | Gideon Ståhlberg (Schweden), Herman Pilnik (Argentinien)              | |
|           | Salzburg                                     | Alexander Aljechin (Frankreich)                                                                          | Paul Keres (Estland)                                                  | Klaus Junge (Deutschland), Paul Felix Schmidt (Deutschland)                                                               |
|           | München (als „Europameisterschaft“ beworben) | Alexander Aljechin (Frankreich)                                                                          | Paul Keres (Estland)                                                  | Jan Foltys (Tschechoslowakei), Efim Bogoljubow (Deutschland)                                                              |
|           | Warschau/Lublin/Krakau                       | Alexander Aljechin (Frankreich)                                                                          | Klaus Junge (Deutschland)                                             | Efim Bogoljubow (Deutschland)                                                                                             |
|           | Prag                                         | Alexander Aljechin (Frankreich), Klaus Junge (Deutschland)                                               |                                                                       | Jan Foltys (Tschechoslowakei)                                                                                             |
| 1943      | Mar del Plata                                | Miguel Najdorf (Polen/Argentinien)                                                                       | Gideon Ståhlberg (Schweden)                                           | Paul Michel (Deutschland/Argentinien)                                                                                     |
|           | Prag                                         | Alexander Aljechin (Frankreich)                                                                          | Paul Keres (Estland)                                                  | Miroslav Katětov (Tschechoslowakei)                                                                                       |
|           | Salzburg                                     | Paul Keres (Estland), Alexander Aljechin (Frankreich)                                                    |                                                                       | Paul Felix Schmidt (Deutschland)                                                                                          |
| 1944      | Moskau                                       | Michail Botwinnik (UdSSR)                                                                                | Wassili Smyslow (UdSSR)                                               | Isaak Boleslawski (UdSSR)                                                                                                 |
|           | New York City                                | Arnold Denker (USA)                                                                                      | Reuben Fine (USA)                                                     | Herman Steiner (USA), Samuel Reshevsky (USA)                                                                              |
|           | Mar del Plata                                | Herman Pilnik (Argentinien), Miguel Najdorf (Polen/Argentinien)                                          |                                                                       | Paul Michel (Deutschland/Argentinien), Carlos Guimard (Argentinien)                                                       |
|           | La Plata                                     | Miguel Najdorf (Polen/Argentinien)                                                                       | Gideon Ståhlberg (Schweden)                                           | Julio Bolbochán (Argentinien)                                                                                             |
| 1945      | Hollywood                                    | Samuel Reshevsky (USA)                                                                                   | Reuben Fine (USA)                                                     | Herman Pilnik (Argentinien)                                                                                               |
| 1945/1946 | Hastings                                     | Savielly Tartakower (Polen/Frankreich)                                                                   | Folke Ekström (Schweden)                                              | Max Euwe (Niederlande), Herman Steiner (USA), Arnold Denker (USA)                                                         |
| 1946      | Groningen                                    | Michail Botwinnik (UdSSR)                                                                                | Max Euwe (Niederlande)                                                | Wassili Smyslow (UdSSR)                                                                                                   |
| 1947      | Moskau                                       | Michail Botwinnik (UdSSR)                                                                                | Wjatscheslaw Ragosin (UdSSR)                                          | Isaak Boleslawski (UdSSR), Wassili Smyslow (UdSSR)                                                                        |
| 1948      | Den Haag/Moskau (WM-Turnier)                 | Michail Botwinnik (UdSSR)                                                                                | Wassili Smyslow (UdSSR)                                               | Paul Keres (UdSSR), Samuel Reshevsky (USA)                                                                                |
|           | Saltsjöbaden (Interzonenturnier)             | David Bronstein (UdSSR)                                                                                  | László Szabó (Ungarn)                                                 | Isaak Boleslawski (UdSSR)                                                                                                 |
|           | New York City                                | Reuben Fine (USA)                                                                                        | Miguel Najdorf (Polen/Argentinien)                                    | Max Euwe (Niederlande), Herman Pilnik (Argentinien)                                                                       |
| 1949      | Heidelberg                                   | Wolfgang Unzicker (Deutschland)                                                                          | Nicolas Rossolimo (Frankreich)                                        | Paul Felix Schmidt (Deutschland), Georg Kieninger (Deutschland), Albéric O’Kelly de Galway (Belgien)                      |